# Нантикок (Мериленд)
Нантикок (енгл. Nanticoke) насељено је место без административног статуса у америчкој савезној држави Мериленд.

## Демографија
По попису из 2010. године број становника је 225.
| Група             | 2000.    | 2010.       |
| Белци             | 0 (0,0%) | 145 (64,4%) |
| Афроамериканци    | 0 (0,0%) | 64 (28,4%)  |
| Азијати           | 0 (0,0%) | 0 (0,0%)    |
| Хиспаноамериканци | 0 (0,0%) | 14 (6,2%)   |
| Укупно            | 0        | 225         |